# 郡山西環状道路

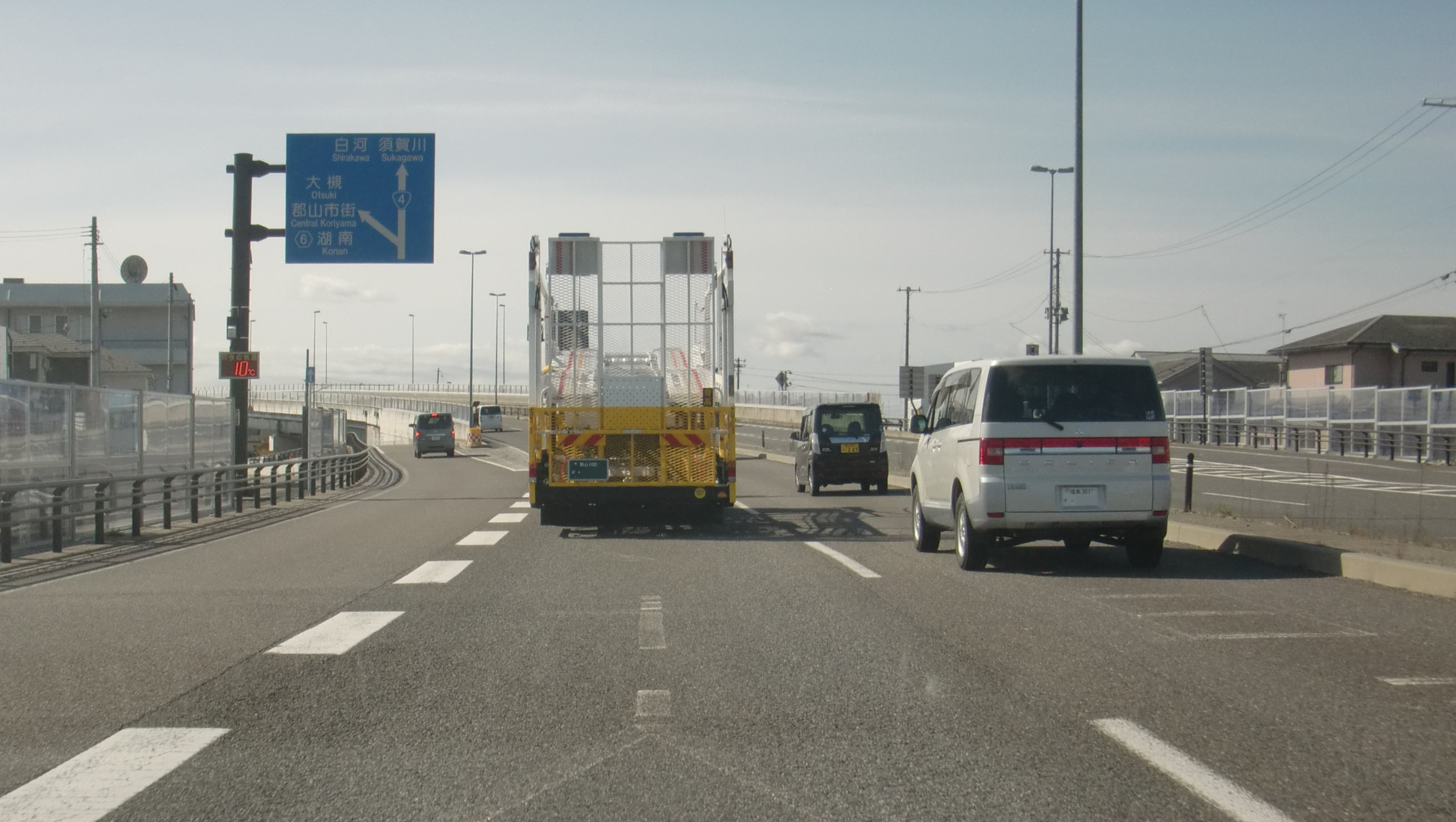
あさか野バイパス台新付近

郡山西環状道路（こおりやまにしかんじょうどうろ）は、福島県須賀川市から同県郡山市（日和田町）に至る国道4号のバイパス道路である。地域高規格道路として計画路線に指定されており、終点より先の本宮市大字荒井（日本橋（ひもとばし））までの現道拡幅区間を含めてあさか野バイパスの愛称が与えられている。工事の初期は郡山バイパスの愛称が使われた。郡山西環状道路の整備後も郡山市街地を通る現道は国道指定から外されていなかったが、2016年4月1日に複数の県道に降格、または国道288号へ指定替えし、バイパスの名がつく本線となった。

## 概要
- 起点：福島県須賀川市大字仁井田字大谷地
- 終点：福島県郡山市日和田町
- 事業主体：国土交通省
- 全体計画：延長14.1 km
- 車線数：4車線
- 規格：第3種第1級
- 設計速度：80 km/h
- 最急勾配 : 4%
- 幅員
  - 一般部：30.0 m
  - 立体部：40.0 m

## 歴史
- 1971年度：都市計画決定
- 1974年度：事業着手
- 1975年度：工事着手
- 1981年 - 1990年度：暫定2車線で部分供用
- 1995年4月：郡山西環状道路が整備区間に指定
- 1995年7月：全線供用（バイパス部14.1km、暫定2車線）
- 1997年12月：針生地区1.8 kmが4車線供用
- 1998年度：日本橋、うねめ高架橋供用（上り車線側 暫定2車線）
- 1999年：郡山西環状道路を含む本宮市大字荒井までの区間17.2 kmの愛称があさか野バイパスに決定
- 2000年11月：荒井地区1.1 kmが4車線供用
- 2001年3月：亀田地区2.2 kmが4車線供用
- 2001年4月：現道部3.4 kmが4車線供用
- 2002年4月：八山田地区3.7 kmが4車線供用
- 2002年8月：笹川地区1.0 kmが4車線供用
- 2003年3月24日：十貫内交差点立体化。（上り線のみ）起点部2.0 km区間が4車線供用、全線4車線供用
- 2003年度：針生地区の立体化工事着手
- 2007年3月25日：針生高架橋下り線暫定2車線開通
- 2009年8月6日：針生高架橋が暫定的に4車線通行可能となる[3]。
- 2016年4月1日 : 市街地を通る国道4号本線が国土交通省管理から福島県管理への移管に伴い、県道および国道288号[4]へ移管[2]。

## 愛称
この道路は、行政側（郡山国道事務所）も1995年に供用した範囲を郡山バイパスの名称で呼んでいた。工事範囲が広がった後の1999年1 - 2月に愛称を公募し、同年3月にあさか野バイパスと決定した。2010年3月現在も、本バイパス沿線で「郡山バイパス店」を名乗る店舗がある。

## 交通量
2015年度（平成27年度道路交通センサスより）
平日24時間交通量（台）
- 郡山市安積町笹川字北向：36,501
- 郡山市安積町荒井字大久保：49,068
- 郡山市字上亀田：59,496
- 郡山市富田町西原：53,830
- 郡山市喜久田町字四十坦：56,434
- 郡山市日和田町高倉：48,607

## 交差する道路など
- 上側が起点側、下側が終点側。左側が上り側、右側が下り側。
- 交差する道路は、県道以上の道路および立体交差をするもしくは立体交差をする計画の道路。特記がないものは市道。

| 交差する道路など                      | 交差する道路など                         | 交差する場所 | 交差する場所                                  | 交差する場所 |
| ------------------------------------- | ---------------------------------------- | ------------ | --------------------------------------------- | ------------ |
| 国道4号 宇都宮方面                    |                                          |              |                                               |              |
| 福島県道17号郡山停車場線 郡山市街方面 | -                                        | 須賀川市     | 十貫内高架橋                                  | 十貫内       |
| 福島県道17号郡山停車場線 郡山市街方面 | -                                        | 郡山市       | 十貫内高架橋                                  | 十貫内       |
| 福島県道109号安積長沼線               | 福島県道109号安積長沼線                  | 笹川南向     | 笹川南向                                      |              |
| 笹川方面                              | 牛庭方面                                 | 安積跨道橋   | -                                             |              |
| 長久保方面                            | 牛庭方面                                 | 長久保橋     | 長久保橋ランプ                                |              |
| 笹原川                                | 笹原川                                   | 笹原川橋     | 笹原川橋                                      |              |
| 郡山南インター線                      | 福島県道47号郡山長沼線・郡山南インター線 | 荒井大橋     |                                               |              |
| 福島県道143号仁井田郡山線             | 福島県道143号仁井田郡山線                | 仁池向       | 仁池向                                        |              |
| 静御前通り（旧郡女通り）              | 静御前通り（旧郡女通り）                 | 針生高架橋   | 針生西                                        |              |
|                                       |                                          | 針生高架橋   | 大槻                                          |              |
| 福島県道6号郡山湖南線                 | 福島県道6号郡山湖南線                    | 針生高架橋   | 台新                                          |              |
| 新さくら通り                          | 新さくら通り                             | アンダーパス |                                               |              |
| 福島県道142号河内郡山線・うねめ通り   | 福島県道142号河内郡山線・うねめ通り      | うねめ高架橋 | 上亀田                                        |              |
| 国道49号郡山市街・いわき方面          | 国道49号新潟方面                         | 亀田大橋     | 下亀田ランプ（上り線） 中亀田ランプ（下り線） |              |
| 逢瀬川                                | 逢瀬川                                   | 若戸橋       | 若戸橋                                        |              |
| 郡山インター線                        | 郡山インター線                           | 日吉橋       | 天神林ランプ                                  |              |
| JR磐越西線                            | JR磐越西線                               | 富田跨線橋   | 富田跨線橋                                    |              |
| 福島県道296号荒井郡山線               | 福島県道296号荒井郡山線                  | オーバーパス |                                               |              |
| 八山田方面                            | 喜久田方面                               | オーバーパス |                                               |              |
| 日和田方面                            | ショッピングモールフェスタ方面           | オーバーパス |                                               |              |
| 国道288号 郡山市街・三春・喜久田方面  | -                                        | 山の井橋     | -                                             |              |
| 国道4号 仙台方面                      |                                          |              |                                               |              |

## 道路施設
十貫内高架橋
- 全長：216.0m
  - 主径間：85.0m
- 幅員：11.8m
- 形式：3径間鋼連続箱桁橋
- 施工：JST[7]
- 竣工：2002年[8]

須賀川市滑川字十貫内から郡山市安積町笹川字彼岸塚に至る。十貫内交差点立体交差化のために架設され、バイパス上り線が現道をオーバーパスする。なおバイパス下り線は従来通り平面交差である。
笹原川橋
- 全長：85.0m
  - 主径間：41.8m
- 幅員：12.3m / 13.0m（上り / 下り）
- 形式：2径間鋼連続I桁橋
- 施工：酒井 / JFEエンジニアリング[9][10]（上り / 下り）
- 竣工：2002年 / 1978年（上り / 下り）

安積町荒井字茂平にて一級水系阿武隈川水系笹原川を渡る。
荒井大橋
- 全長：126.0m
- 幅員：8.8m / 9.0m（上り / 下り）
- 竣工：2000年 / 1987年（上り / 下り）[8]

安積町荒井字火口内にて、福島県道47号郡山長沼線、一級市道荒井八山田線（郡山南インター線）を渡る。
南川橋
- 全長：20.0m
- 幅員：12.9m / 11.7m（上り / 下り）
- 竣工：1997年 / 1983年（上り / 下り）[8]

大槻町字仁池向から字下西田に至り、一級水系阿武隈川水系南川を渡る。
針生高架橋
うねめ高架橋
- 全長：268.0m
- 幅員：9.5m×2
- 竣工：1997年 / 2001年[8]

亀田から上亀田に至り、福島県道142号河内郡山線（うねめ通り）を渡る。路線同士の直接の接続は無く、周辺の立体交差出入り口から市道を介して接続する。
亀田大橋
- 全長：280.0m
- 幅員：8.8m×2
- 竣工1997年 / 1987年[8]

亀田一号橋 / 亀田二号橋
- 全長：21.5m / 9.0m
- 幅員：9.0m / 9.0m
- 竣工：1987年 / 1988年

上亀田から富田町字中亀田を経て字向山に至り、国道49号中亀田交差点、一級水系阿武隈川水系亀田川を渡る。仙台方面オン、オフランプの側道は亀田一号橋、二号橋として架設されている。
若戸橋
- 全長：47.3m / 47.0m
- 幅員：12.5m×2
- 形式：鋼単純箱桁橋
- 施工：松尾橋梁[11]
- 竣工：2000年 / 1988年[8]

富田町字向山、字堰場向から町東2丁目、新屋敷2丁目に至り、一級水系阿武隈川水系逢瀬川を渡る。
日吉橋
- 全長：34.4m
- 幅員：9.0m×2
- 竣工：1996年 / 1988年[8]

町東1丁目、新屋敷2丁目、不動前1丁目に位置し、一級市道伊賀河原西柳作線（郡山インター線）を渡る。
富田跨線橋
- 全長：16.7m
- 幅員：12.4m×2
- 竣工：1997年 / 1988年[8]

喜久田町字四十坦から八山田西1丁目に至り、JR磐越西線を渡る。
原跨道橋
- 全長：34.0m
- 幅員：9.5m / 9.0m
- 竣工：1994年[8]

日和田町字原にて一級市道日和田堀之内線を渡る。東京方面のみのハーフインターにより市道とは接続されており、仙台方面へは他の市道を介して北側の国道288号合流点や荒池下交差点へ向かう必要がある。
山の井橋
- 全長：36.7m
- 幅員：15.0m / 13.1m
- 竣工：1994年[8]

日和田町字五庵から字西中島に至り、一級水系阿武隈川水系藤田川を渡る。橋上まで国道288号との合分流車線がかかっている。
日本橋

## 参考資料
1. ↑  2014年現在でもうねめ通りや新さくら通りなどでは「郡山バイパス」の名称で案内をする看板がある。
2. 1 2  国道4号郡山バイパスに並行する現道区間の移行について (PDF)  - 2015年10月7日掲載 福島県。
3. ↑  平成21年7月29日     郡山国道事務所 記者発表資料
4. ↑  十貫内交差点 - 郡山駅入口交差点間は福島県道17号郡山停車場線、郡山駅入口交差点 - 若葉町交差点間は福島県道57号郡山大越線、若葉町交差点 - 三春街道入口交差点間は福島県道296号荒井郡山線にそれぞれ降格。三春街道入口交差点 - 日和田町間は国道288号に編入。
5. ↑  事業名・福島4号 郡山バイパス
6. ↑  郡山バイパスネーミング募集結果について
7. ↑  橋梁年鑑 十貫内高架橋詳細 - 日本橋梁建設協会
8. 1 2 3 4 5 6 7 8 9 10 11  橋梁の長寿命化修繕計画（令和2年度版） - 国土交通省
9. ↑  橋梁年鑑 笹原川橋詳細 - 日本橋梁建設協会
10. ↑  橋梁年鑑 笹原川橋詳細 - 日本橋梁建設協会
11. ↑  橋梁年鑑 若戸橋 - 日本橋梁建設協会